# غابرييل كلاين
غابرييل كلاين (بالألمانية: Gabriele Klein)‏ هي كاتِبة ألمانية، ولدت في 1957 في Wanne-Eickel ‏ في ألمانيا.